# 1257 w polityce

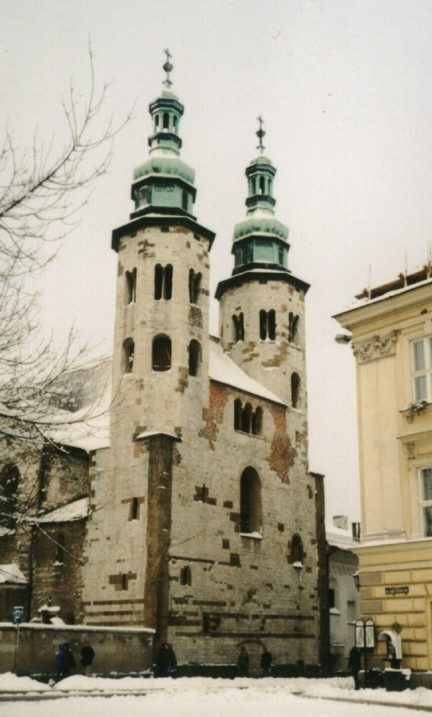
Kościół św. Andrzeja w Krakowie

Wydarzenia polityczne w 1257 roku.

## Wydarzenia
- Kraków, zniszczony podczas najazdu tatarskiego w 1241, zostaje lokowany przez księcia Bolesława V Wstydliwego na prawie magdeburskim[1].
- Kazimierz I kujawski i Siemowit I ułożyli się z Krzyżakami we Włocławku, że nie będą rościć pretensji do ziem, które zdobędą rycerze zakonni[2].
- Jan I Askańczyk zdobył ziemię santocką i zbudował Landsberg[3][4].
- Ryszard z Kornwalii wybrany antykrólem Niemiec[5][6].

## Urodzili się
- 14 października Przemysł II, król Polski w latach 1395-1396[7].
- (lub 1258) Henryk IV Prawy, książę wrocławski[8].

## Zmarli
- Przemysł I, syn Władysława Odonica, brat Bolesława Pobożnego, ojciec Przemysła II, książę wielkopolski[9].